# (2123) Влтава
(2123) Влтава (лат. Vltava) — типичный астероид главного пояса, который был открыт 9 сентября 1967 год советским астрономом Николаем Черных в Крымской обсерватории и назван в честь реки Влтавы, на которой стоит столица Чехии город Прага.

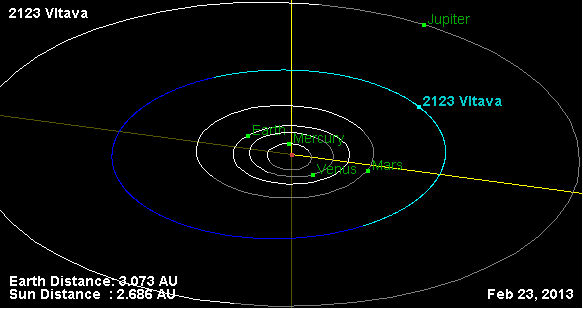
Орбита астероида Влтава и его положение в Солнечной системе